# Interregionale 1977
L'edizione 1977 è stata la nona edizione del campionato F.I.G.C.F. dell'Interregionale femminile italiano di calcio. Corrisponde al campionato 1976-1977 del calcio maschile.
Il campionato è iniziato il 24 aprile 1977 ed è terminato il 20 novembre 1977 con l'assegnazione del titolo di campione Interregionale 1977 al C.F. Jolly Componibili Cutispoti di Catania.

## Stagione

### Novità
Variazioni prima dell'inizio del campionato:
cambio di denominazione e sede:
- da "U.S.F. Ponte Buggianese" a "U.S.F. Ponte Buggianese Toscogas" di Ponte Buggianese,
- da "F.F. Sanremo Genova 70" di Sanremo a "F.F. Pozzolese Genova 70" di Pozzolo Formigaro,
- da "U.S.C.F. Naddeo Renault Nettuno" di Nettuno a "U.S.C.F. Naddeo Renault Carpineto Romano" di Carpineto Romano,
- da "A.C.F. Pesaro Ceramica Adriatica" ad "A.C.F. Pesaro A.Zeta Salotti" di Pesaro;

hanno rinunciato al campionato di Interregionale:
- "F.C.F. Aymavilles" di Aymavilles,
- "A.C.F. Primule Sala" di Sala di Calolziocorte,
- "C.F. La Brianzola Mobili Bassano" di Osnago,
- "C.F.C. Pippo Brasilen Sport" di Castiglione delle Stiviere,
- "A.S.F. Gardalago Peschiera" di Peschiera del Garda,
- "A.C.F. Azzurrina" di Premariacco,
- "Pol. Intrepida Gillardo" di Millesimo,
- "G.S. China Gambacciani Progresso" di Montelupo Fiorentino,
- "G.S.F. Ascoli" di Ascoli Piceno,
- "A.C.F. Bastia" di Bastia Umbra,
- "A.C.F. Teramo" di Teramo,
- "C.C.F. Messina" di Messina,
- "A.C.F. Ars Nova Fasano" di Fasano,
- "A.C.F. Foggia" di Foggia,
- "A.C.F. Reggina" di Reggio Calabria,
- "A.C.F. Avellino" di Avellino.

### Formula
Vi hanno partecipato 51 squadre divise in sette gironi più l'A.C.F. Cagliari, unica squadra sarda partecipante al girone H. La prima classificata di ognuno degli otto gironi è ammessa alle semifinali per il titolo e la promozione in Serie A. Non sono previste retrocessioni in Serie C (regionale) perché il Comitato Nazionale Gare ha mantenuto aperto il ruolo del campionato anche alle squadre di Serie C e per questo motivo al girone G sono state ammesse anche le squadre regionali aostane che hanno richiesto la partecipazione sebbene fuori classifica. A parità di punti, e solo per questa stagione, per assegnare la posizione in classifica si è tenuto conto del quoziente reti senza la necessità di disputare alcuna gara di spareggio.

## Girone A

### Squadre partecipanti
| Club                        | Città       | Stagione 1976                |
| --------------------------- | ----------- | ---------------------------- |
| F.C.F. Alta Italia          | Cuneo       | 4º posto in Interregionale/A |
| A.C.F. Asti                 | Asti        | 1º posto in Interregionale/A |
| A.C.F. Bognanco Domodossola | Domodossola | 6º posto in Interregionale/B |
| A.C.F. Carmagnola           | Carmagnola  | ?                            |
| Cori S.C.F.                 | Torino      | 3º posto in Interregionale/A |
| A.C.F. Niagara Pavia        | Pavia       | 2º posto in Interregionale/D |
| A.C.F. Real Torino          | Torino      | ?                            |
| A.C.F. Red Line Biella      | Biella      | 2º posto in Interregionale/A |

### Classifica finale
|  | Pos. | Squadra              | Pt | G  | V  | N | P  | GF | GS | QR   |
|  | ---- | -------------------- | -- | -- | -- | - | -- | -- | -- | ---- |
|  | 1.   | Red Line Biella      | 22 | 14 | 10 | 2 | 2  | 24 | 8  | 3,00 |
|  | 2.   | Niagara Pavia        | 22 | 14 | 10 | 2 | 2  | 37 | 16 | 2,31 |
|  | 3.   | Asti                 | 17 | 14 | 8  | 1 | 5  | 18 | 18 |      |
|  | 4.   | Cori                 | 15 | 14 | 6  | 3 | 5  | 15 | 14 |      |
|  | 5.   | Alta Italia          | 13 | 14 | 6  | 1 | 7  | 15 | 14 |      |
|  | 6.   | Bognanco Domodossola | 12 | 14 | 6  | 0 | 8  | 14 | 18 |      |
|  | 7.   | Real Torino          | 9  | 14 | 4  | 1 | 9  | 15 | 23 |      |
|  | 8.   | Carmagnola           | 2  | 14 | 0  | 2 | 12 | 7  | 34 |      |

Legenda:
 Ammessa agli spareggi per la promozione in Serie A.
Note:
Due punti a vittoria, uno a pareggio, zero a sconfitta.
L'Asti, il Cori, l'Alta Italia, il Real Torino e il Carmagnola hanno successivamente rinunciato al campionato di Serie B.

## Girone B

### Squadre partecipanti
| Club                         | Città              | Stagione 1976                |
| ---------------------------- | ------------------ | ---------------------------- |
| A.C.F. Aurora Casalpusterla  | Casalpusterlengo   | 8º posto in Interregionale/D |
| A.C.F. Aurora Comun Nuovo    | Comun Nuovo        | 2º posto in Interregionale/B |
| S.S. Fiamma Ceraso Caimex    | Monza              | 4º posto in Interregionale/B |
| A.C.F. Lecco                 | Lecco              | ?                            |
| A.C.F. Mirabello             | Pavia              | ?                            |
| A.C.F. Pero Estintori Meteor | Pero               | 5º posto in Interregionale/B |
| A.C.F. Pulivapor Piacenza    | Piacenza           | 6º posto in Serie A          |
| C.F. Vetrerie Accorsi        | Canneto sull'Oglio | 3º posto in Interregionale/B |

### Classifica finale
|  | Pos. | Squadra                 | Pt | G  | V  | N | P  | GF | GS | QR   |
|  | ---- | ----------------------- | -- | -- | -- | - | -- | -- | -- | ---- |
|  | 1.   | Pulivapor Piacenza      | 26 | 14 | 12 | 2 | 0  | 44 | 9  |      |
|  | 2.   | Lecco                   | 23 | 14 | 10 | 3 | 1  | 36 | 12 |      |
|  | 3.   | Fiamma Ceraso Caimex    | 14 | 14 | 6  | 2 | 6  | 21 | 17 |      |
|  | 4.   | Pero Estintori Meteor   | 13 | 14 | 5  | 3 | 6  | 11 | 16 | 0,68 |
|  | 5.   | Aurora Casalpusterla    | 13 | 14 | 5  | 3 | 6  | 11 | 17 | 0,64 |
|  | 6.   | Vetrerie Accorsi        | 12 | 14 | 4  | 4 | 6  | 20 | 24 |      |
|  | 7.   | Aurora Comun Nuovo (-2) | 7  | 14 | 4  | 1 | 9  | 14 | 27 |      |
|  | 8.   | Mirabello               | 2  | 14 | 0  | 2 | 12 | 4  | 39 |      |

Legenda:
 Ammessa agli spareggi per la promozione in Serie A.
Note:
Due punti a vittoria, uno a pareggio, zero a sconfitta.
L'Aurora Comun Nuovo ha scontato 2 punti di penalizzazione per due rinunce.
Il Lecco, il Pero Estintori Meteor, l'Aurora Casalpusterla, il Vetrerie Accorsi, l'Aurora Comun Nuovo e il Mirabello hanno successivamente rinunciato al campionato di Serie B.

## Girone C

### Squadre partecipanti
| Club                                | Città               | Stagione 1976                |
| ----------------------------------- | ------------------- | ---------------------------- |
| A.C.C.F. Azzurra                    | Castelfranco Veneto | 2º posto in Interregionale/C |
| A.C.F. B.P. Lampadari Conegliano    | Conegliano          | 3º posto in Interregionale/C |
| A.C.F. Belluno                      | Belluno             | 6º posto in Interregionale/C |
| C.S. Castrezzato                    | Castrezzato         | 8º posto in Interregionale/B |
| A.C.F. Eros Caffè Limena            | Limena              | ?                            |
| A.C.F. Poltronificio Dall'Oca Terme | Battaglia Terme     | 5º posto in Interregionale/C |
| G.S.F. Spinea                       | Spinea              | ?                            |
| A.C.F. Verona                       | Verona              | 4º posto in Interregionale/C |

### Classifica finale
|  | Pos. | Squadra                      | Pt | G  | V  | N | P  | GF | GS | QR  |
|  | ---- | ---------------------------- | -- | -- | -- | - | -- | -- | -- | --- |
|  | 1.   | Verona Ritt Jeans            | 23 | 14 | 11 | 1 | 2  | 29 | 8  | +21 |
|  | 2.   | B.P. Lampadari Conegliano    | 18 | 14 | 7  | 4 | 3  | 24 | 11 | +13 |
|  | 3.   | Poltronificio Dall'Oca Terme | 17 | 14 | 7  | 3 | 4  | 21 | 13 | +8  |
|  | 4.   | Azzurra                      | 16 | 14 | 5  | 6 | 3  | 21 | 18 | +3  |
|  | 5.   | Belluno                      | 13 | 14 | 5  | 3 | 6  | 16 | 22 | -6  |
|  | 6.   | Eros Caffè Limena            | 12 | 14 | 4  | 4 | 6  | 17 | 18 | -1  |
|  | 7.   | Castrezzato                  | 11 | 14 | 4  | 3 | 7  | 17 | 25 | -8  |
|  | 6.   | Spinea                       | 2  | 14 | 1  | 0 | 13 | 5  | 35 | -30 |

Legenda:
 Ammessa agli spareggi per la promozione in Serie A.
Note:
Due punti a vittoria, uno a pareggio, zero a sconfitta.
Il Verona e il Conegliano sono state successivamente ammesse in Serie A.
Il Poltronificio Dall'Oca Terme e l'Eros Caffè Limena hanno successivamente rinunciato al campionato di Serie B.

## Girone D

### Squadre partecipanti
| Club                             | Città                   | Stagione 1976                |
| -------------------------------- | ----------------------- | ---------------------------- |
| A.C.F. Livorno                   | Livorno                 | 1º posto in Interregionale/D |
| C.F. Marina di Massa             | Marina di Massa         | 4º posto in Interregionale/D |
| U.S.F. Ponte Buggianese Toscogas | Ponte Buggianese        | 6º posto in Interregionale/D |
| F.F. Pozzolese Genova 70         | Pozzolo Formigaro       | 5º posto in Interregionale/D |
| U.S. Sampierdarenese             | Genova Sampierdarena    | 3º posto in Interregionale/D |
| A.C.F. Tigullio 72               | Santa Margherita Ligure | ?                            |
| A.C.F. Venturina                 | Venturina Terme         | ?                            |

### Classifica finale
|  | Pos. | Squadra                   | Pt | G  | V  | N | P  | GF | GS | QR   |
|  | ---- | ------------------------- | -- | -- | -- | - | -- | -- | -- | ---- |
|  | 1.   | Livorno                   | 23 | 12 | 11 | 1 | 0  | 45 | 12 |      |
|  | 2.   | Venturina                 | 16 | 12 | 7  | 2 | 3  | 19 | 15 |      |
|  | 3.   | Sampierdarenese           | 12 | 12 | 5  | 2 | 5  | 17 | 14 |      |
|  | 4.   | Ponte Buggianese Toscogas | 10 | 12 | 4  | 2 | 6  | 15 | 21 | 0,71 |
|  | 5.   | Pozzolese Genova 70       | 10 | 12 | 4  | 2 | 6  | 15 | 22 | 0,68 |
|  | 6.   | Marina di Massa           | 9  | 12 | 3  | 3 | 6  | 6  | 15 |      |
|  | 7.   | Tigullio 72 (-1)          | 3  | 12 | 2  | 0 | 10 | 9  | 27 |      |

Legenda:
 Ammessa agli spareggi per la promozione in Serie A.
Note:
Due punti a vittoria, uno a pareggio, zero a sconfitta.
Il Tigullio 72 ha scontato 1 punto di penalizzazione per una rinuncia.
Il Livorno è stato successivamente ammesso in Serie A.
Il Venturina ha successivamente rinunciato al campionato di Serie B.

## Girone E

### Squadre partecipanti
| Club                                     | Città            | Stagione 1976                |
| ---------------------------------------- | ---------------- | ---------------------------- |
| A.C.F. Anconitana Soldissimo             | Ancona           | 7º posto in Interregionale/E |
| A.C.F. Lazio                             | Roma             | ?                            |
| U.S.C.F. Naddeo Renault Carpineto Romano | Carpineto Romano | 2º posto in Interregionale/E |
| A.C.F. Pesaro A.Zeta Salotti             | Pesaro           | 6º posto in Interregionale/E |
| A.C.F. Roma Campidoglio                  | Roma             | 3º posto in Interregionale/E |
| A.C.F. Roma Universo Assicurazioni       | Ostia            | ?                            |
| A.C.F. San Paolo Ostiense                | Roma             | ?                            |

### Classifica finale
|  | Pos. | Squadra                          | Pt      | G  | V | N | P | GF | GS | QR   |
|  | ---- | -------------------------------- | ------- | -- | - | - | - | -- | -- | ---- |
|  | 1.   | Naddeo Renault Carpineto Romano  | 14      | 10 | 4 | 6 | 0 | 12 | 5  | 2,40 |
|  | 2.   | A.C.F. Lazio                     | 14      | 10 | 4 | 6 | 0 | 10 | 5  | 2,00 |
|  | 3.   | Roma Campidoglio                 | 12      | 10 | 4 | 4 | 2 | 11 | 5  |      |
|  | 4.   | San Paolo Ostiense               | 10      | 10 | 3 | 4 | 3 | 15 | 15 |      |
|  | 5.   | Pesaro A.Zeta Salotti (-1)       | 6       | 10 | 3 | 1 | 6 | 6  | 10 |      |
|  | 6.   | Roma Universo Assicurazioni (-1) | 0       | 10 | 0 | 1 | 9 | 1  | 19 |      |
|  | --   | Anconitana Soldissimo            | Esclusa |    |   |   |   |    |    |      |

Legenda:
 Ammessa agli spareggi per la promozione in Serie A.
      Esclusa dal campionato
Note:
Due punti a vittoria, uno a pareggio, zero a sconfitta.
L'Anconitana Soldissimo è stata esclusa dal campionato alla terza rinuncia.
Il Pesaro A.Zeta Salotti e la Roma Universo Assicurazioni hanno scontato 1 punto di penalizzazione per una rinuncia.
Il Naddeo Renault Carpineto Romano, il San Paolo Ostiense e l'Anconitana Soldissimo hanno successivamente rinunciato al campionato di Serie B.

## Girone F

### Squadre partecipanti
| Club                             | Città            | Stagione 1976                |
| -------------------------------- | ---------------- | ---------------------------- |
| A.C.F. Alaska Veglie             | Veglie           | ?                            |
| F.B.C. Apulia Ars Nova           | Bari Palese      | ?                            |
| G.S.F. Bari                      | Bari             | 6º posto in Interregionale/F |
| S.C.F. Cosenza                   | Cosenza          | ?                            |
| C.F. Jolly Componibili Cutispoti | Catania          | 5º posto in Interregionale/F |
| A.C.F. Libertas Nesima Inferiore | Nesima Inferiore | ?                            |

### Classifica finale
|  | Pos. | Squadra                     | Pt | G  | V | N | P | GF | GS | QR |
|  | ---- | --------------------------- | -- | -- | - | - | - | -- | -- | -- |
|  | 1.   | Jolly Componibili Cutispoti | 16 | 10 | 7 | 2 | 1 | 17 | 5  |    |
|  | 2.   | Libertas Nesima Inferiore   | 13 | 10 | 6 | 1 | 3 | 15 | 8  |    |
|  | 3.   | Apulia Ars Nova             | 12 | 10 | 5 | 2 | 3 | 14 | 12 |    |
|  | 4.   | Alaska Veglie (-1)          | 7  | 10 | 3 | 2 | 5 | 16 | 14 |    |
|  | 5.   | Cosenza                     | 4  | 10 | 1 | 2 | 7 | 6  | 21 |    |
|  | 6.   | Bari (-4)                   | 3  | 10 | 2 | 3 | 5 | 8  | 16 |    |

Legenda:
 Ammessa agli spareggi per la promozione in Serie A.
Note:
Due punti a vittoria, uno a pareggio, zero a sconfitta.
Il Bari ha scontato 4 punti di penalizzazione.
L'Alaska Veglie ha scontato 1 punto di penalizzazione per una rinuncia.
Il Libertas Nesima Inferiore, il Cosenza e il Bari hanno successivamente rinunciato al campionato di Serie B.

## Girone G

### Squadre partecipanti
| Club                        | Città   | Stagione 1976                |
| --------------------------- | ------- | ---------------------------- |
| F.C.F. Aosta                | Aosta   | 5º posto in Interregionale/A |
| S.S. Ardita Leumann         | Leumann | 6º posto in Interregionale/A |
| A.C.F. Helios               | Aosta   | ?                            |
| U.S. Nus                    | Nus     | ?                            |
| A.C.F. Suitt Stella Azzurra | Vinovo  | ?                            |
| G.S. Verrès                 | Verrès  | 8º posto in Interregionale/A |

### Classifica finale
|  | Pos. | Squadra              | Pt | G | V | N | P | GF | GS | QR |
|  | ---- | -------------------- | -- | - | - | - | - | -- | -- | -- |
|  | 1.   | Aosta                | 9  | 6 | 3 | 3 | 0 | 11 | 4  | +7 |
|  | 2.   | Helios               | 7  | 6 | 3 | 1 | 2 | 6  | 6  | 0  |
|  | 3.   | Ardita Leumann       | 6  | 6 | 2 | 2 | 2 | 9  | 8  | +1 |
|  | 4.   | Verrès               | 2  | 6 | 0 | 2 | 4 | 3  | 11 | -8 |
|  | f.c. | Nus                  | -- |   |   |   |   |    |    |    |
|  | f.c. | Suitt Stella Azzurra | -- |   |   |   |   |    |    |    |

Legenda:
 Ammessa agli spareggi per la promozione in Serie A.
Note:
Due punti a vittoria, uno a pareggio, zero a sconfitta.
Il Nus e il Suitt Stella Azzurra (squadre di Serie C) hanno partecipato a questo campionato fuori classifica.
L'Aosta, l'Helios, l'Ardita Leumann e il Verrès hanno successivamente rinunciato al campionato di Serie B.

## Girone H
Unica squadra iscritta e quindi qualificata per le finali:
- Cagliari

## Finali per il titolo

### Semifinale A
L'Aosta, quarta semifinalista assegnata a questo girone, si è ritirata prima della compilazione del calendario.

#### Classifica finale
|  | Pos. | Squadra            | Pt | G | V | N | P | GF | GS | QR   |
|  | ---- | ------------------ | -- | - | - | - | - | -- | -- | ---- |
|  | 1.   | Pulivapor Piacenza | 6  | 4 | 3 | 0 | 1 | 10 | 2  | 5,00 |
|  | 2.   | Verona Ritt Jeans  | 6  | 4 | 3 | 0 | 1 | 6  | 2  | 3,00 |
|  | 3.   | Red Line Biella    | 0  | 4 | 0 | 0 | 4 | 2  | 14 |      |

Legenda:
 Ammessa alla finale per la promozione in Serie A.
Note:
Due punti a vittoria, uno a pareggio, zero a sconfitta.

### Semifinale B

#### Classifica finale
|  | Pos. | Squadra                     | Pt       | G | V | N | P | GF | GS | QR   |
|  | ---- | --------------------------- | -------- | - | - | - | - | -- | -- | ---- |
|  | 1.   | Jolly Componibili Cutispoti | 7        | 4 | 3 | 1 | 0 | 7  | 2  |      |
|  | 2.   | Livorno (-1)                | 2        | 4 | 1 | 1 | 2 | 5  | 6  | 0,83 |
|  | 3.   | Cagliari                    | 2        | 4 | 1 | 0 | 3 | 2  | 6  | 0,33 |
|  | --   | Naddeo Renault Carpineto    | Ritirato |   |   |   |   |    |    |      |

Legenda:
 Ammessa alla finale per la promozione in Serie A.
      Ritirato dal campionato.
Note:
Due punti a vittoria, uno a pareggio, zero a sconfitta.
Il Naddeo Renault Carpineto Romano si è ritirato dopo la prima giornata: escluso dalle semifinali e svincolate tutte le calciatrici.
Il Livorno ha scontato 1 punto di penalizzazione per una rinuncia.

### Finale
|                             | Risultati |                    | Luogo e data                                                 |
| --------------------------- | --------- | ------------------ | ------------------------------------------------------------ |
| Jolly Componibili Cutispoti | 1 - 0     | Pulivapor Piacenza | Roma, S.Basilio, Stadio "Francesca Gianni", 20 novembre 1977 |
|                             |           |                    |                                                              |

Il Jolly Componibili Cutispoti è campione Interregionale 1977 ed è promosso in Serie A 1978.